# セダブリランテス
セダブリランテス（欧字名:Seda Brillantes、2014年1月12日 - ）は、日本の競走馬。主な勝ち鞍は2017年のラジオNIKKEI賞、2018年の中山金杯。
馬名の意味は、スペイン語で「鮮やかに輝くシルク。父名、母名より連想」。

## 戦績

### デビュー前
2014年1月12日、北海道白老町の社台コーポレーション白老ファームで誕生。一口馬主法人「シルクホースクラブ」より総額2500万円（一口5万円×500口）で募集された。早来ファームでの中期育成を経て、ノーザンファーム空港牧場で育成された。

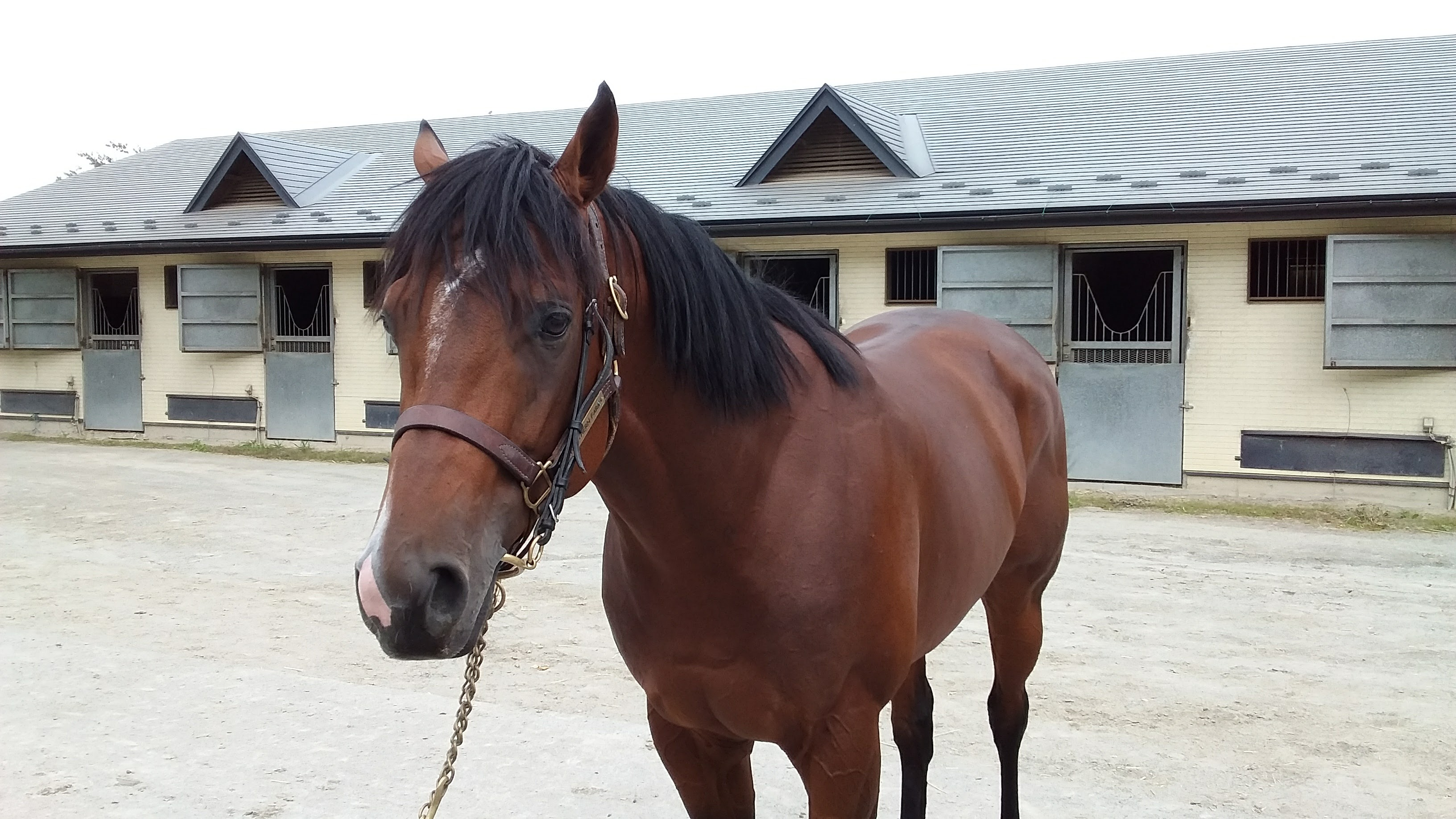
2017年 ノーザンファーム天栄にて

### 2歳（2016年）
美浦・手塚貴久厩舎に入厩。2016年12月の新馬戦（中山ダート1800m）をデビュー勝ちする。しかし、レース後に骨折が判明し、休養に入る。

### 3歳（2017年）
2017年は5ヶ月ぶりの復帰戦で初の芝レースとなる早苗賞を快勝し、デビュー2連勝とする。続いて、ラジオNIKKEI賞に出走し、逃げたウインガナドルをゴール前でクビ差捉えて無傷の3連勝での重賞制覇を果たす。デビュー4年目の石川裕紀人、新種牡馬の父ディープブリランテにとっても初の重賞制覇となった。
秋はセントライト記念から菊花賞に挑むローテーションを予定していたが、挫跖のためセントライト記念を回避。仕切り直しの一戦としてアルゼンチン共和国杯に出走し、同期の東京優駿2着馬スワーヴリチャードの3着だった。

### 4歳（2018年）
年明けの中山金杯では単勝2.5倍の1番人気に推され、先に抜け出したウインブライトをゴール前でクビ差交わして重賞2勝目を挙げた。レース後、陣営からは「距離が長くなっても大丈夫」とコメントが出され、春のG1戦線が視界に入っていたが、レース後に左橈骨遠位端骨折が判明し、6ヶ月以上の休養を要すると診断された。
8ヶ月ぶりの復帰戦となった新潟記念では57.5キロのトップハンデを背負い、7着に終わった。1年ぶりに騎乗した石川裕紀人は「休み明けなのか、斤量なのか…」と首を傾げた。

### 5歳（2019年）～6歳（2020年）
2018年の新潟記念以来、1年3ヶ月ぶりの競馬となったディセンバーステークスに石川裕紀人鞍上で出走、復帰戦を勝利で飾る。その後、屈腱炎を発症し長期休養に入る。

### 7歳（2021年） - 8歳（2022年）
2021年3月28日の六甲ステークスで1年3ヶ月ぶりに復帰したが9着。その後のレースでは二桁着順が続いた。2022年4月3日、右前脚浅屈腱炎が再発したためシルクホースクラブにより現役を引退することを発表した。同年4月7日付で競走馬登録を抹消、引退後は北海道苫小牧市のノーザンホースパークにて乗馬となる。

## 競走成績
以下の内容は、netkeiba.comの情報に基づく。
| 競走日     | 競馬場 | 競走名         | 格      | 距離（馬場）  | 頭 数 | 枠 番 | 馬 番 | オッズ （人気） | 着順 | タイム （上り3F） | 着差 | 騎手        | 斤量 [kg] | 1着馬（2着馬）       | 馬体重 [kg] |
| ---------- | ------ | -------------- | ------- | ------------- | ----- | ----- | ----- | --------------- | ---- | ----------------- | ---- | ----------- | --------- | -------------------- | ----------- |
| 2016.12.10 | 中山   | 2歳新馬        |         | ダ1800m（良） | 14    | 7     | 12    | 001.60（1人）   | 01着 | R1:57.3（39.4）   | -0.1 | 0内田博幸   | 55        | （エポックメイカー） | 522         |
| 2017.05.20 | 新潟   | 早苗賞         | 500万下 | 芝1800m（良） | 11    | 5     | 5     | 002.70（1人）   | 01着 | R1:47.9（33.6）   | -0.1 | 0石川裕紀人 | 56        | （ドンリッチ）       | 526         |
| 0000.07.02 | 福島   | ラジオNIKKEI賞 | GIII    | 芝1800m（良） | 12    | 8     | 11    | 004.40（2人）   | 01着 | R1:46.6（35.1）   | -0.0 | 0石川裕紀人 | 54        | （ウインガナドル）   | 524         |
| 0000.11.05 | 東京   | AR共和国杯     | GII     | 芝2500m（良） | 16    | 1     | 1     | 007.50（3人）   | 03着 | R2:30.6（35.8）   | -0.6 | 0戸崎圭太   | 54        | スワーヴリチャード   | 514         |
| 2018.01.06 | 中山   | 中山金杯       | GIII    | 芝2000m（良） | 17    | 3     | 6     | 002.50（1人）   | 01着 | R1:59.8（35.0）   | -0.0 | 0戸崎圭太   | 55        | （ウインブライト）   | 522         |
| 0000.09.02 | 新潟   | 新潟記念       | GIII    | 芝2000m（良） | 13    | 8     | 13    | 008.50（3人）   | 07着 | R1:58.9（35.2）   | -1.4 | 0石川裕紀人 | 57.5      | ブラストワンピース   | 524         |
| 2019.12.15 | 中山   | ディセンバーS  | L       | 芝1800m（良） | 16    | 6     | 11    | 002.90（1人）   | 01着 | R1:47.3（34.6）   | -0.2 | 0石川裕紀人 | 56        | （ウインイクシード） | 526         |
| 2021.03.28 | 阪神   | 六甲S          | L       | 芝1600m（稍） | 15    | 3     | 4     | 006.00（3人）   | 06着 | R1:34.2（35.3）   | -0.4 | 0団野大成   | 57        | クリスティ           | 518         |
| 0000.06.13 | 東京   | エプソムC      | GIII    | 芝1800m（良） | 18    | 2     | 3     | 014.50（9人）   | 17着 | R1:47.0（36.6）   | -1.9 | 0石川裕紀人 | 56        | ザダル               | 518         |
| 0000.09.26 | 中山   | オールカマー   | GII     | 芝2200m（良） | 16    | 2     | 3     | 040.40（8人）   | 15着 | R2:13.4（36.1）   | -1.5 | 0石川裕紀人 | 56        | ウインマリリン       | 530         |
| 0000.12.04 | 中山   | ステイヤーズS  | GII     | 芝3600m（良） | 13    | 5     | 7     | 021.50（9人）   | 13着 | R3:49.1（36.5）   | -1.5 | 0石川裕紀人 | 56        | ディバインフォース   | 530         |

## 血統表
| セダブリランテスの血統          | セダブリランテスの血統                               | セダブリランテスの血統   | （血統表の出典）         | （血統表の出典） |
| 父系                            | サンデーサイレンス系                                 | サンデーサイレンス系     | サンデーサイレンス系     | [ § 2 ]          |
| 父 ディープブリランテ 2009 鹿毛 | 父の父ディープインパクト 2002 鹿毛                   | *サンデーサイレンス      | Halo                     | Halo             |
| 父 ディープブリランテ 2009 鹿毛 | 父の父ディープインパクト 2002 鹿毛                   | *サンデーサイレンス      | Wishing Well             |                  |
| 父 ディープブリランテ 2009 鹿毛 | 父の父ディープインパクト 2002 鹿毛                   | *ウインドインハーヘア    | Alzao                    | Alzao            |
| 父 ディープブリランテ 2009 鹿毛 | 父の父ディープインパクト 2002 鹿毛                   | *ウインドインハーヘア    | Burghclere               |                  |
| 父 ディープブリランテ 2009 鹿毛 | 父の母*ラヴアンドバブルズ Love And Bubbles 2001 鹿毛 | Loup Sauvage             | Riverman                 | Riverman         |
| 父 ディープブリランテ 2009 鹿毛 | 父の母*ラヴアンドバブルズ Love And Bubbles 2001 鹿毛 | Loup Sauvage             | Louveterie               |                  |
| 父 ディープブリランテ 2009 鹿毛 | 父の母*ラヴアンドバブルズ Love And Bubbles 2001 鹿毛 | *バブルドリーム          | Akarad                   | Akarad           |
| 父 ディープブリランテ 2009 鹿毛 | 父の母*ラヴアンドバブルズ Love And Bubbles 2001 鹿毛 | *バブルドリーム          | *バブルプロスペクター    |                  |
| 母 シルクユニバーサル 2001 鹿毛 | 母の父*ブライアンズタイム Brian's Time 1985 黒鹿毛   | Roberto                  | Hail to Reason           | Hail to Reason   |
| 母 シルクユニバーサル 2001 鹿毛 | 母の父*ブライアンズタイム Brian's Time 1985 黒鹿毛   | Roberto                  | Bramalea                 |                  |
| 母 シルクユニバーサル 2001 鹿毛 | 母の父*ブライアンズタイム Brian's Time 1985 黒鹿毛   | Kelley's Day             | Graustark                | Graustark        |
| 母 シルクユニバーサル 2001 鹿毛 | 母の父*ブライアンズタイム Brian's Time 1985 黒鹿毛   | Kelley's Day             | Golden Trail             |                  |
| 母 シルクユニバーサル 2001 鹿毛 | 母の母*トロピカルサウンドII Tropical Sound 1987 鹿毛 | Fappiano                 | Mr. Prospector           | Mr. Prospector   |
| 母 シルクユニバーサル 2001 鹿毛 | 母の母*トロピカルサウンドII Tropical Sound 1987 鹿毛 | Fappiano                 | Killaloe                 |                  |
| 母 シルクユニバーサル 2001 鹿毛 | 母の母*トロピカルサウンドII Tropical Sound 1987 鹿毛 | Pacific Princess         | Damascus                 | Damascus         |
| 母 シルクユニバーサル 2001 鹿毛 | 母の母*トロピカルサウンドII Tropical Sound 1987 鹿毛 | Pacific Princess         | Fiji                     |                  |
| 母系(F-No.)                     | 13号族(FN:13-a)                                      | 13号族(FN:13-a)          | 13号族(FN:13-a)          | [ § 3 ]          |
| 5代内の近親交配                 | Hail to Reason5×4＝9.38%                             | Hail to Reason5×4＝9.38% | Hail to Reason5×4＝9.38% | [ § 4 ]          |
| 出典                            | 1. 2. 3. 4.                                          | 1. 2. 3. 4.              | 1. 2. 3. 4.              | 1. 2. 3. 4.      |

- 母シルクユニバーサルは中央で2勝[16]。
- 半兄に2019年のステイヤーズステークスを制したモンドインテロ（父ディープインパクト）がいる[16]。